# Mosfellsbær
Mosfellsbær (kiejtése: ˈmɔsˌfɛlsˌpaiːr̥, a beszélt nyelvben Mosó) önkormányzat Izland Nagy-Reykjavík régiójában.

## Művészetek
Mosfellsbærban van a Sigúr Rós stúdiójának (Sundlaugin) székhelye. A korábban elhagyatott épületben úszómedence is található (a „sundlaugin” szó jelentése úszómedence); az együttes az épületet annak akusztikája miatt választotta.
Vilius Petrikas rendezőt 2018-ban Emmy-díjra jelölték az Ocean Treks with Jeff Corwin műsorban végzett cinematográfiai munkájáért.

### Álafosskvos
Magnús Tómasson Álafosskvos városrészben található „Hús skáldsins – hús tímans” című alkotása az önkormányzat logóját jeleníti meg, egyben Halldór Laxnessre is utal.
Az Álafoss vízesésnél 1919 és 1955 között gyapjúfeldolgozó működött, dolgozói pedig annak közelében éltek. Épületeiben ma az egykori gyárból származó tárgyakat és fotókat bemutató kiállítás, valamint műhelyek és galériák találhatóak.

## Sport
Mosfellsbærban van az Ungmennafélagið Afturelding sportklub székhelye.

## Nevezetes személyek és csoportok
- Egill Skallagrímsson, viking kori harcos[9]
- Gréta Salóme Stefánsdóttir, énekes[10]
- Halldór Laxness, Nobel-díjas író[11]
- Jón Kalman Stefánsson, író[12]
- Kaleo, blues rock együttes[13]
- Ólafur Arnalds, zenész, producer[14]
- Róbert Ingi Douglas, filmrendező[15]
- Salome Þorkelsdóttir, a parlament egykori szóvivője[16]
- Sigmar Vilhjálmsson, televíziós műsorvezető[17]
- Sigrún Þuríður Geirsdóttir, az első izlandi nő, aki átúszta a La Manche-t[18]
- Steindi Jr., színész[19]

## Testvérvárosok
Mosfellsbær testvértelepülései:
- Loimaa, Finnország
- Skien, Norvégia
- Thisted, Dánia
- Uddevalla, Svédország

## Fordítás
- Ez a szócikk részben vagy egészben  a   Mosfellsbær című izlandi Wikipédia-szócikk ezen változatának fordításán alapul.  Az eredeti cikk szerkesztőit annak laptörténete sorolja fel. Ez a jelzés csupán a megfogalmazás eredetét és a szerzői jogokat jelzi, nem szolgál a cikkben szereplő információk forrásmegjelöléseként.
- Ez a szócikk részben vagy egészben  a   Mosfellsbær című angol Wikipédia-szócikk ezen változatának fordításán alapul.  Az eredeti cikk szerkesztőit annak laptörténete sorolja fel. Ez a jelzés csupán a megfogalmazás eredetét és a szerzői jogokat jelzi, nem szolgál a cikkben szereplő információk forrásmegjelöléseként.